# Kordiljärerna

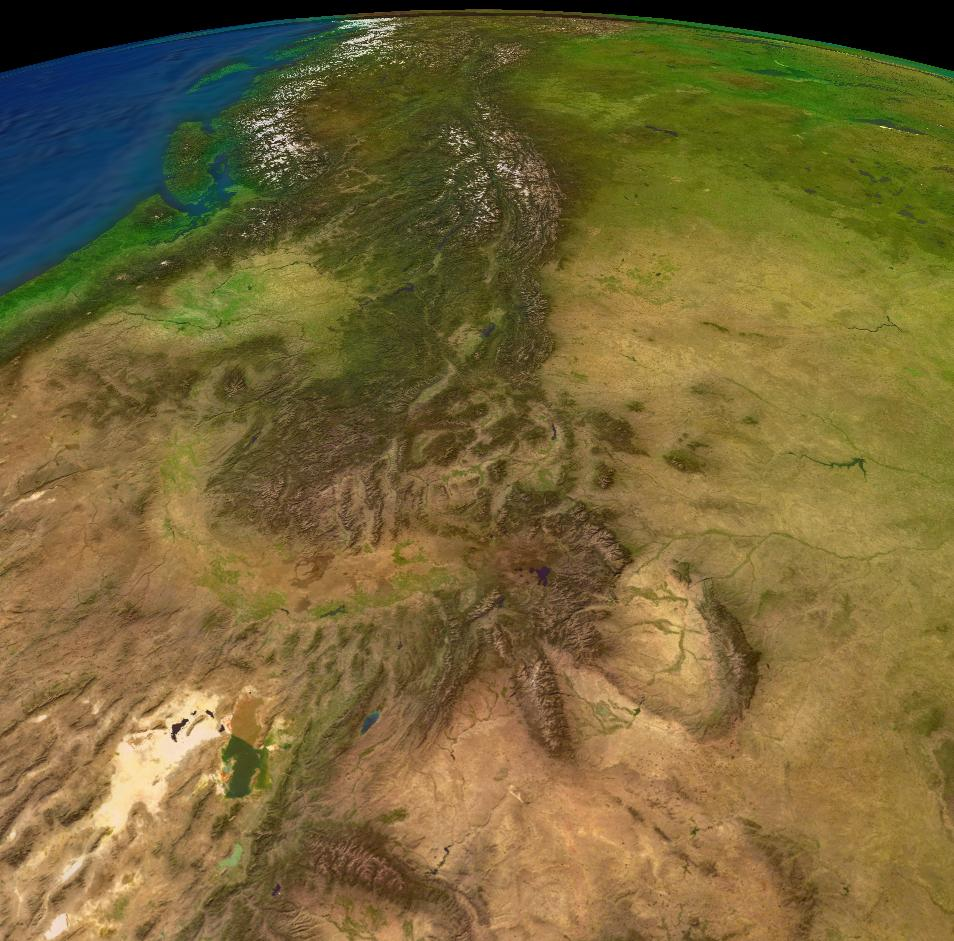
Klippiga bergen.

Kordiljärerna eller Cordillererna är ett bergskedjekomplex utmed Nord-, Central- och Sydamerikas västsidor.
Från norr till söder börjar bergen med Alaska Range och Brooks Range i Alaska och fortsätter in i British Columbia. Huvuddelen av Klippiga bergen och de parallellgående bergen och öarna längs stillahavskusten fortsätter genom British Columbia och Vancouver Island. I USA förgrenas Kordiljärerna och består då av bland annat Klippiga bergen, Kaskadbergen och Kustbergen i Washington, Oregon och Kalifornien. I Mexiko fortsätter Kordiljärerna genom Sierra Madre Occidental och Sierra Madre Oriental liksom huvudbergen i Baja California.
Kordiljärerna från Mexiko och norrut kallas även de västra Kordiljärerna i USA och Stillahavskordiljärerna i Kanada.
Kordiljärerna fortsätter genom Centralamerika med bergsområden i Guatemala, Honduras, Nicaragua, Costa Rica, och Panama och bildar sedan Anderna i Sydamerika. Anderna med dess parallella bergskedjor på fastlandet och öarna längs södra Chiles kust fortsätter genom Colombia, Ecuador, Peru, Bolivia, Argentina och Chile till sydspetsen Eldslandet. Bergen kan sedan följas genom Sydgeorgien och Sydsandwichöarna till bergen på Graham Land i Antarktis.

## Artikelursprung
- Delvis översatt version från engelskspråkiga Wikipedia